# Distrito fitogeográfico pampeano oriental

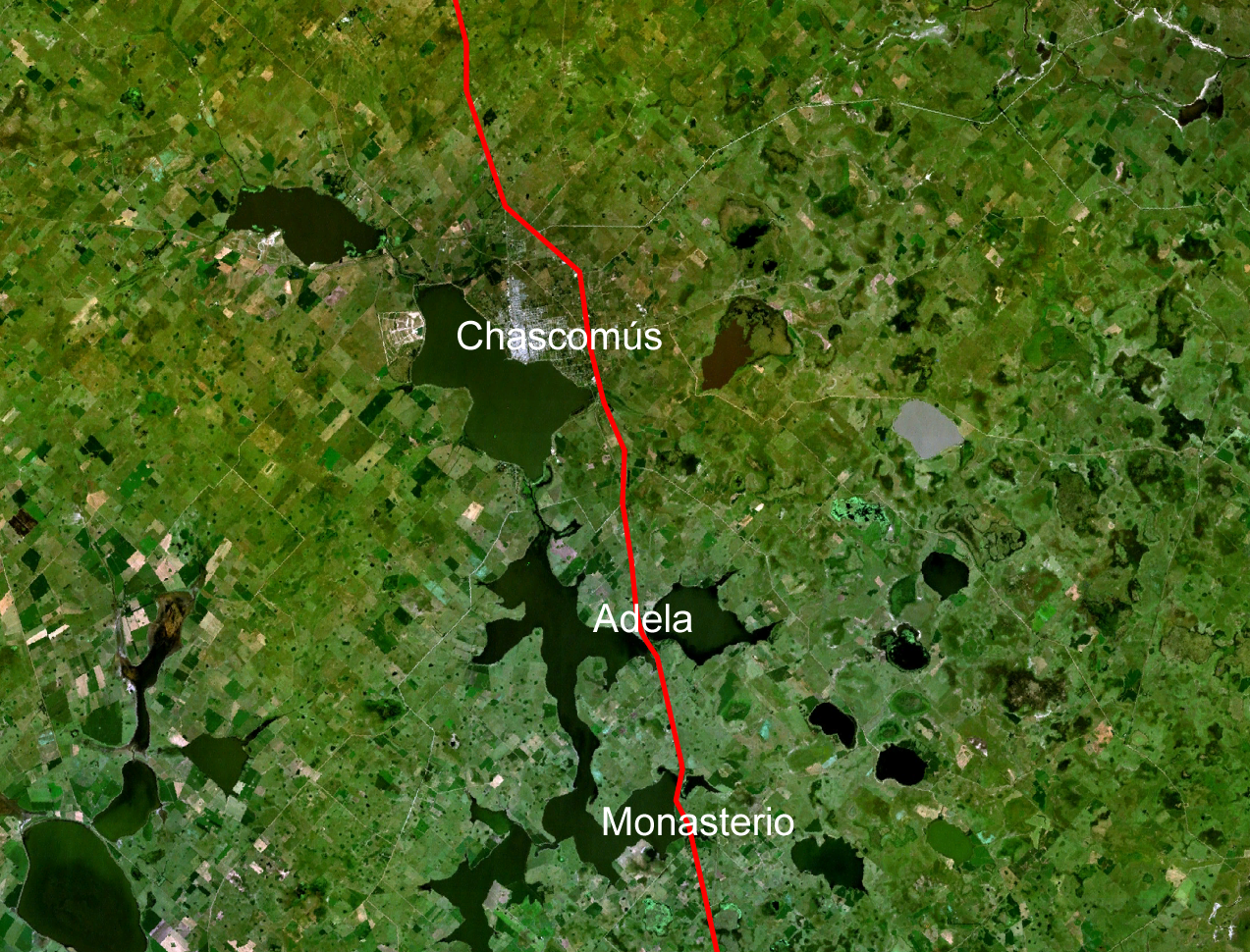
Foto satelital de la zona de Chascomús, donde se presenta vegetación característica de la cuenca del Salado.

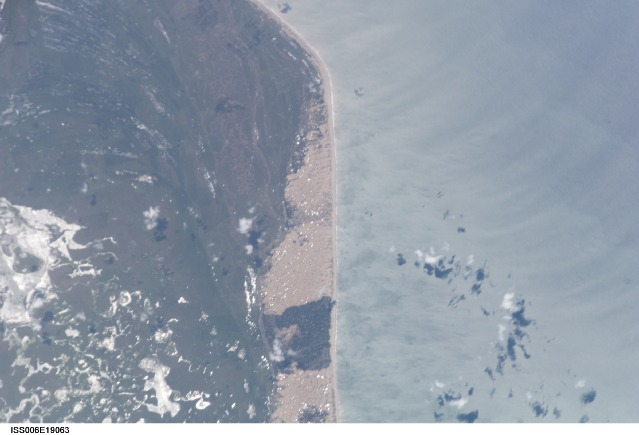
Foto satelital de la zona de Punta Médanos, donde se observan las dunas vivas con pastizal sammófilo, y al interior la vegetación característica de la cuenca del Salado.

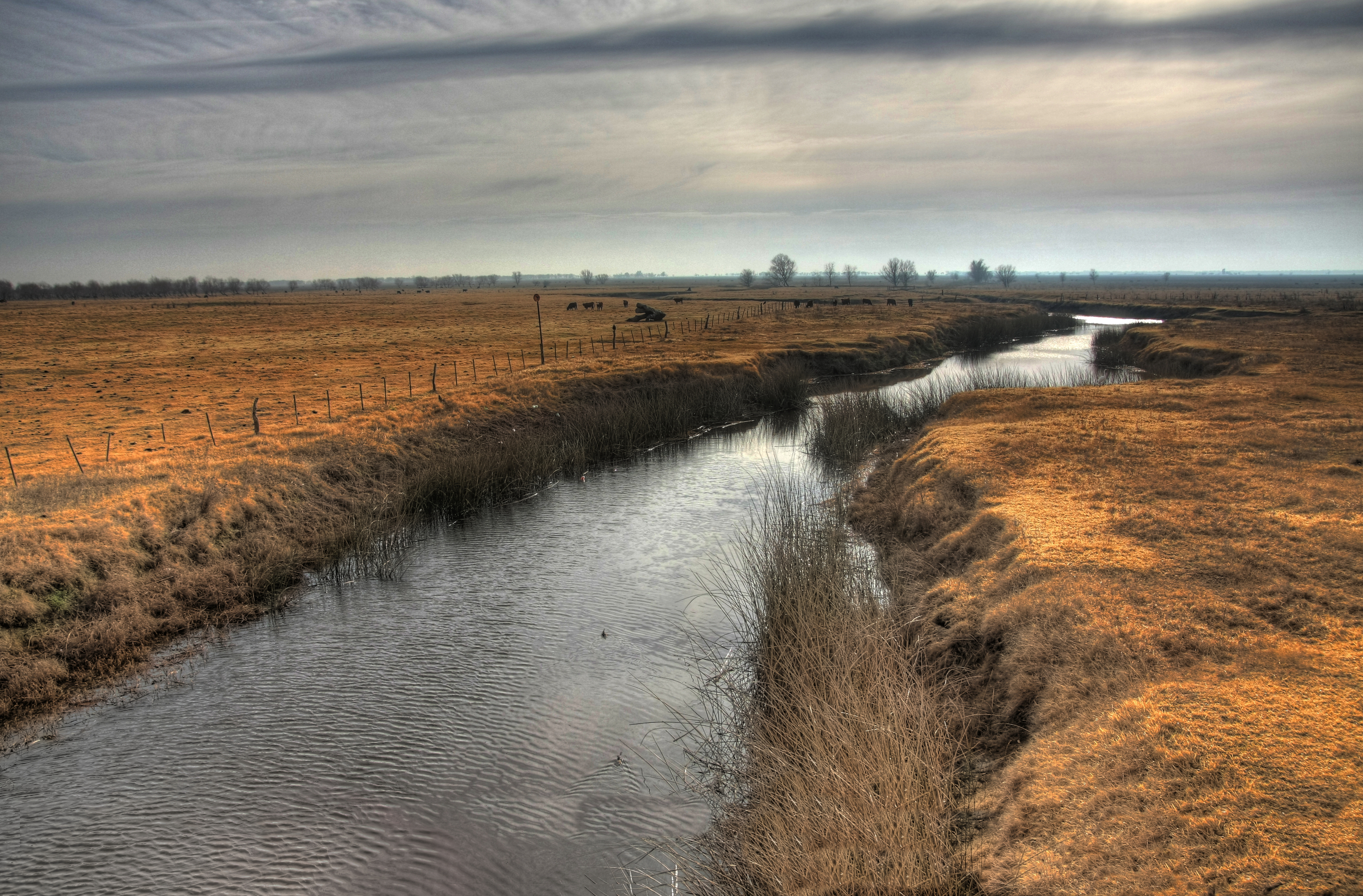
Vista invernal del pastizal, ya afectado por intensas heladas. Partido-municipio de San Pedro, Provincia de Buenos Aires.

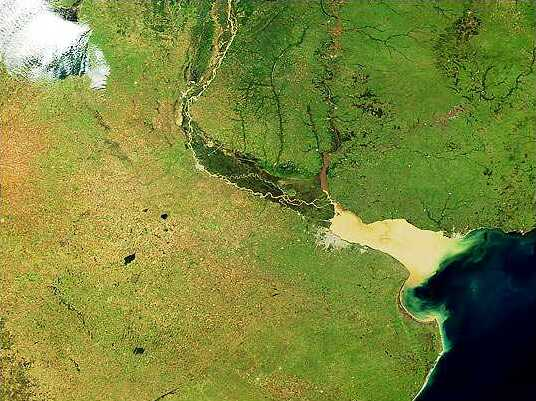
Foto satelital donde se aprecia todo el Distrito fitogeográfico Pampeano Oriental.

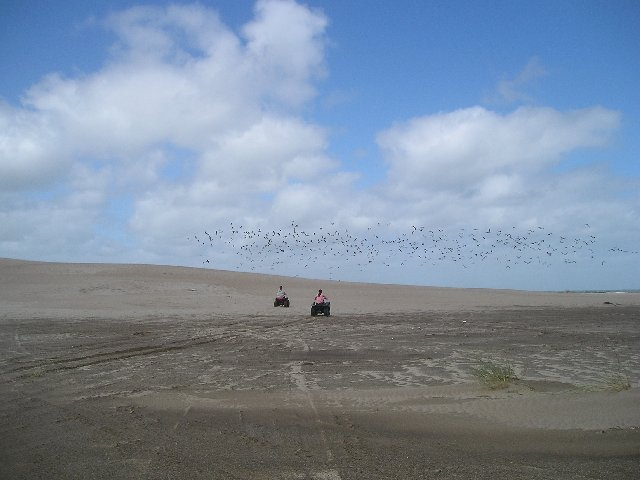
Dunas vivas de Villa Gesell con escaso pastizal sammófilo.

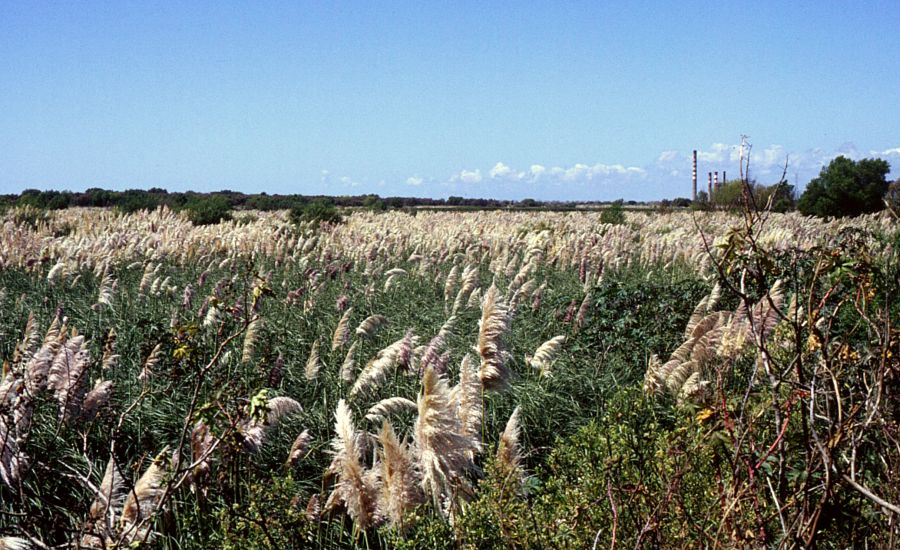
Cortaderia selloana en la Reserva Ecológica Costanera Sur. Esta es una gramínea característica de esta formación.

El distrito fitogeográfico pampeano oriental es una de las secciones en que se divide la provincia fitogeográfica pampeana. Abarca las llanuras del centro-este de la Argentina, una región de pastizales salpicados de lagunas, arroyos, y limitada hacia el sur por cordones serranos. Incluye formaciones de estepas y praderas, en su mayor parte.

## Sinonimia
Es también llamada Formación de las Pampas, Formación de la Pampa, Pradera Pampeana, Pastizal Pampeano, Estepa Pampeana, Pampa, Plana Bonariense, Provincia Bonariense.

## Distribución
Este distrito fitogeográfico se ubica sobre las llanuras orientales de la Argentina, desde sectores del sur de Santa Fe, y del norte del interior de la Provincia de Buenos Aires, siguiendo por todo el centro y este de esa provincia, hasta el pedemonte norte de los cordones serranos del sistema de Tandilia, situados en forma diagonal en el área central del interior de esa provincia. Hacia el sudeste llega a las costas del mar Argentino y del océano Atlántico.
Las altitudes van desde la ribera del mar hasta pocas decenas de metros sobre el nivel marino.

## Afinidades florísticas
El sector norte de este distrito fitogeográfico guarda estrecha relación con el distrito fitogeográfico pampeano uruguayense de la misma provincia fitogeográfica, con el que se funde ecotonalmente. También repite elementos de los sectores bajos del distrito fitogeográfico pampeano occidental, mientras que otros son de origen patagónico o andino. 
Al ser su constitución de origen reciente, sobre ella han avanzado elementos de las regiones vecinas, amalgamándose en un campo propicio para su expansión, lo que generó una diversificación en muchos géneros, aunque carece de endemismos de importancia.

## Características
El distrito fitogeográfico se caracteriza por presentar una total ausencia de especies arbóreas. La comunidad climáxica es la estepa o pseudoestepa de gramíneas, de una altura de alrededor de 60 a 100 cm, la cual se ve modificada principalmente en función de las variaciones del suelo y clima, especialmente la disminución de las precipitaciones de nordeste a sudoeste. Posee dos descansos anuales, uno en el invierno y otro en el estío. 
En cada una de las estaciones desfavorables, la parte aérea se seca, pero las matas mantienen renuevos en sus bases, listas para volver a recomponer la estructura perdida cuando las condiciones sean favorables. Si el invierno no fue crudo, la vegetación funciona como sabana, con sólo un descanso, estival. Si los veranos son lluviosos, la vegetación funciona como pradera, con sólo un descanso, invernal.
Las Poáceas son acompañadas otras herbáceas y, en algunos sectores, por sufrútices o pequeños arbustos. Dominan los hemicriptófitos cespitosos. Faltan las leñosas y algunas familias características de América del Sur, por ejemplo las Bromeliaceae y las Cactaceae. La mayor parte de los componentes tienen características de xerofilia. 
Cambios no climáxicos generan penetraciones de vegetación no pampeana, en especial en las costas de ríos y arroyos del sector norte, en las barrancas y en los cordones conchíferos, dunícolas, y serranos. También presenta comunidades edáficas propias, en los cordones dunícolas, humedales, sectores halófitos, etc. 
Dada la fertilidad del terreno, este Distrito fitogeográfico ha sido históricamente alterado en forma intensiva, especialmente por la agricultura, y la ganadería. Son muy escasos los sectores no afectados, que mantienen aún su vegetación prístina, generalmente junto a vías férreas o caminos, por lo que la real composición de la vegetación en muchas áreas sólo fue posible definirla con cierto grado de conjetura, siendo imposible aseguran que aún en los relictos se observe fielmente la vegetación pampeana original. Los sectores agropecuariamente más marginales, por poseer suelos de inferior calidad, salobres, o inundables, han sido comparativamente menos modificados.

## Suelos
Sus suelos se originan en el rellenado eólico de una gran fosa de hundimiento tectónico.
En su sector norte los suelos en general se presentan con horizontes subsuperficiales arcillosos, y superficiales pardos o negros, ricos, profundos, fértiles, con altos contenidos de materia orgánica y nutrientes; son clasificados como molisoles, poseyendo excelente aptitud agrícola lo que, junto a la proximidad a los grandes puertos, ha motivado su aprovechamiento, desarrollándose en ellos una de las mayores áreas productivas en el mundo, perdiéndose con ello el conjunto florístico original casi por completo.
En su sector centro, este, y sur, en cambio, al encontrarse bajo relieves muy planos y con drenajes pobres, los suelos presenta extensos sistemas de lagunas de aguas salobres o dulces, así como depresiones sujetas a inundaciones periódicas, y con napas salobres muy superficiales, las que le confieren al perfil en algunos sectores un grado variable de salinidad.
En el sudeste, ribeteando las costas del mar Argentino, se ubica una franja de ancho variable compuesta de médanos tanto fósiles —los ubicados hacia el interior—, como vivos —los más próximos a la ribera marítima—. Sus suelos presentan las características de los del tipo psammofítico: una gradación granulométrica alta generada por texturas arenosas en todo el perfil lo que redunda en limitaciones por su menor capacidad de retención de agua, sumadas al hecho de ser muy pobres en contenidos de materia orgánica y fertilidad.

## Relieve
El relieve se presenta de dos disímiles maneras, las que geomorfológicamente poseen sus propias denominaciones:
Pampa onduladaOcupa una franja amesetada y angosta, paralela a la margen derecha del río Paraná y luego del Río de la Plata, la cual presenta una suave ondulación de origen fluvial que la asemeja a una penillanura.
Pampa deprimidaCoincide con el máximo hundimiento del basamento, localizado en la cuenca del río Salado y áreas colindantes, en especial hacia el sudeste, con idéntico relieve deprimido y sumamente plano, el cual presenta una pobre pendiente y, a consecuencia de ello, el superávit del balance hídrico se estanca y forma lagunas y humedales, tanto de agua dulce como salobres. Es exclusiva de la provincia de Buenos Aires.

## Clima
El clima es templado, con veranos cálidos. Las temperaturas medias anuales varían de 15 °C en el sur a cerca de 17 °C en el norte.
El tipo climático más característico es el Pampeano típico, encontrándose el sector este bajo el Pampeano marítimo, y en el norte una franja de Pampeano subtropical que pasa al Subtropical marítimo en el nordeste. Marginalmente, en la zona cercana a Mar del Plata, se encuentra el clima Marítimo cálido.
Las precipitaciones se encuentran distribuidas durante todo el año, aunque son más intensas en las estaciones transicionales, siendo en general insuficientes durante el verano y escasas en el invierno. Disminuyen desde los 1000 mm en el norte hasta los 800 mm anuales aproximadamente en el sudoeste. 
Las heladas invernales se presentan en toda la región. La nieve es rara en el sur, y excepcional en el norte.

## Especies principales
La comunidad climáxica de este distrito es la estepa o pseudoestepa de gramíneas, denominada localmente: flechillar. Los principales taxones de Poáceas son: Bothroichloa laguroides, Piptochaetium montevidense, Stipa neesiana, Melica papilionacea, Stipa papposa, Stipa neesiana, Stipa charruana, Stipa bavioensis, Aristida murina, Andropogon consanguineus, Piptochaetium montevidense, Piptochaetium bicolor, Bothriochloa laguroides, Bothriochloa barbinodis, Panicum bergii, Briza subaristata, Briza brizoides, etc. 
Entre las herbáceas nogramíneas acompañantes encontramos: Tragia geraniifolia, Adesmia bicolor, Phyla nodiflora, Hypochoeris grisebachii, Hypochoeris megapotamica, Berroa gnaphalioides, Gerardia communis, Polygala australis, Micropsis spathulata, Nothoscordum montevidense, Alophia amoena, Chevreulia sarmentosa, Plantago myosurus, Conyza blakei, Oxalis articulata, Oxalis macachin, Oxalis mallobolba, etc.
Entre los sufrutices y arbustos bajos destacan: Vernonia rubricaulis, Eupatorium buniifolium, Baccharis trimera, Baccharis notosergila, Baccharis coridifolia, Baccharis articulata, Heimia salicifolia, Hedeoma multiflorum, Pterocaulon cordobense, Margyricarpus pinnatus, etc.
Se presentan algunas comunidades edáficas o serales: estepas sammófilas, estepas halófitas, juncales, etc. 
- Estepas sammófilas: Se presentan en zonas arenosas del litoral atlántico. Las especies dominantes son: Poa lanuginosa, Panicum racemosum, Spartina ciliata, Adesmia incana, Androtrichum trigynum, Tessaria absinthioides, etc.
- Unquillares: Se presentan en zonas inundables intermedanosas por aguas salobres. La especie dominante es el hunco (Juncus acutus), el que es acompañado por la orquídea Habenaria, Hydrocotile bonariensis, etc.
- Espartillales: Se presentan en zonas inundables por aguas salobres. Las especies dominantes son los espartillos: Spartina montevidensis, Spartina brasiliensis, acompañados por Scirpus paludosus,etc.
- Estepas halófitas: Se presentan también en zonas inundables por aguas salobres, pero con menor tiempo de permanencia. Las especies dominantes son: Salicornia ambigua, los pastos pelo de chancho (Distichlis spicata y Distichlis scoparia), Sesuvium portulacastrum, etc.
- Duraznillales: Se presentan en zonas inundables por aguas algo salobres. El agua sólo se seca totalmente en el verano. La especie dominante es el duraznillo blanco (Solanum glaucum).
- Vegas de ciperáceas: dominadas por Scirpus chilensis.
- Juncales: Se presentan en zonas inundables por aguas dulces, especialmente si están en movimiento. Generalmente el agua sólo se seca por breves períodos. La especie dominante es el junco (Juncus acutus).
- Pajonales: Se presentan en zonas inundables por aguas dulces, especialmente si están estancadas. Generalmente el agua sólo se seca por breves períodos. Las especies dominantes varían según de que tipo de pajonal se trate: totorales de totoras (Typha latifolia y Typha angustifolia), cortaderales (Scirpus giganteus y Paspalum quadrifarium), espadañales de espadaña (Zizaniopsis bonariensis), etc.
- Cardales: En zonas con pocas semanas al año de inundaciones de poca altura. Domina la carda o falso caraguatá (Eryngium eburneum).

## Subdistritos fitogeográficos
Con algunas dificultades causadas por la destrucción de la vegetación prístina, en este Distrito fitogeográfico algunos autores reconocen dos grandes comunidades geográficas propias, relacionadas especialmente con cambios edáficos.
Subistrito fitogeográfico Pampeano ondulado
Subistrito fitogeográfico Pampeano deprimido o de la cuenca del Salado.